# Argathona rostrata
Argathona rostrata är en kräftdjursart som beskrevs av Bruce 1982. Argathona rostrata ingår i släktet Argathona och familjen Corallanidae. Inga underarter finns listade i Catalogue of Life.